# セイム・タイム、ネクスト・イヤー
『セイム・タイム、ネクスト・イヤー』（原題: Same Time, Next Year）は1978年製作のアメリカ合衆国の映画。原作はバーナード・スレイドの戯曲『セイムタイム, ネクストイヤー - 来年の今日もまた』である。登場人物は男女ほぼ2人だけで、舞台版は二人芝居である。不倫から始まった男女の25年間を描いている。日本でも舞台化されている（1985年、加藤健一事務所が加藤健一と高畑淳子の出演で上演した）。日本では映画版は90年代にWOWOW（JSB・日本衛星放送時代）で放映されていた。
第51回アカデミー賞主演女優賞、撮影賞、脚色賞、歌曲賞にノミネートされた。

## あらすじ
ジョージとドリスの25年間の関係を描くもので、5年に1回会う2人の場面は1951年、1956年、1961年、1965年、1970年、1975年と互いに家庭があり、情事を繰り返したり、家庭の事や2人のこと、個人的なこと、色々話し合ったり、本音を語り、ちょっとした喧嘩等もあるものの25年間の間、関係が続いている。

## キャスト
- エレン・バースティン
- アラン・アルダ
- アイヴァン・ボナー

## 受賞とノミネート
| 賞                   | 部門                                        | 候補 | 結果       |
| -------------------- | ------------------------------------------- | --- | ---------- |
| アカデミー賞         | 主演女優賞                                  | エレン・バースティン                                                                                           | ノミネート |
| アカデミー賞         | 脚色賞                                      | バーナード・スレード                                                                                           | ノミネート |
| アカデミー賞         | 撮影賞                                      | ロバート・サーティース                                                                                         | ノミネート |
| アカデミー賞         | 歌曲賞                                      | "The Last Time I Felt Like This" 作曲: マーヴィン・ハムリッシュ 作詞: アラン・バーグマン、マリリン・バーグマン | ノミネート |
| ゴールデングローブ賞 | 映画主演女優賞 (ミュージカル・コメディ部門) | エレン・バースティン                                                                                           | 受賞       |
| ゴールデングローブ賞 | 映画主演男優賞 (ミュージカル・コメディ部門) | アラン・アルダ                                                                                                 | ノミネート |
| ゴールデングローブ賞 | 主題歌賞                                    | "The Last Time I Felt Like This" 作曲: マーヴィン・ハムリッシュ 作詞: アラン・バーグマン、マリリン・バーグマン | ノミネート |